# Unterseeboot 926
L'Unterseeboot 926 ou U-926 est un sous-marin allemand (U-Boot) de type VIIC utilisé par la Kriegsmarine pendant la Seconde Guerre mondiale.
Le sous-marin fut commandé le 25 août 1941 à Rostock (Neptun Werft (en)), sa quille fut posée le 1er juillet 1942, il fut lancé le 28 décembre 1943 et mis en service le 29 février 1944, sous le commandement de l'Oberleutnant zur See Eberhard von der Wenden.
L'U-926 n'a, ni coulé, ni endommagé de navire ayant pris part à aucune patrouille de guerre.
Il capitule à Bergen en 1945. Transféré à la Marine norvégienne en 1949, il est renommé KNM Kya et reste en service jusqu'en 1962.

## Conception
Unterseeboot type VII, l'U-926 avait un déplacement de 769 tonnes en surface et 871 tonnes en plongée. Il avait une longueur totale de 67,10 m, un maître-bau de 6,20 m, une hauteur de 9,60 m et un tirant d'eau de 4,74 m. Le sous-marin était propulsé par deux hélices de 1,23 m, deux moteurs diesel Germaniawerft M6V 40/46 de 6 cylindres en ligne de 1 400 cv à 470 tr/min, produisant un total de 2 060 à 2 350 kW en surface et de deux moteurs électriques Brown, Boveri & Cie GG UB 720/8 de 375 cv à 295 tr/min, produisant un total 550 kW, en plongée. Le sous-marin avait une vitesse en surface de 17,7 nœuds (32,8 km/h) et une vitesse de 7,6 nœuds (14,1 km/h) en plongée. Immergé, il avait un rayon d'action de 80 milles marins (150 km) à 4 nœuds (7,4 km/h; 4,6 milles par heure) et pouvait atteindre une profondeur de 230 m. En surface son rayon d'action était de 8 500 milles nautiques (soit 15 700 km) à 10 nœuds (19 km/h).
 L'U-926 était équipé de cinq tubes lance-torpilles de 53,3 cm (quatre montés à l'avant et un à l'arrière) et embarquait quatorze torpilles. Il était équipé d'un canon de 8,8 cm SK C/35 (220 coups) et d'un canon antiaérien de 20 mm Flak. Il pouvait transporter 26 mines TMA ou 39 mines TMB. Son équipage comprenait 4 officiers et 40 à 56 sous-mariniers.

## Historique
Il passe son temps d'entraînement initial à la 4. Unterseebootsflottille jusqu'au 14 mars 1945, puis rejoint son unité de combat dans la 11. Unterseebootsflottille.
Le 9 mai 1945, jour de sa reddition à Bergen, l'U-926 est capturé par les forces britanniques et désarmé après avoir subi des dommages structurels lors d'essais de plongée.
Selon le journal de bord du Commandant allemand, l'U-926 n'est pas convoyé en Écosse, contrairement à ce qu'affirment bon nombre de sources. Il est donc, avec l'U-324 et l'U-1202, l'un des trois U-Boote (parmi les trente saisis à Bergen) à n'être pas transféré entre fin mai et début juin 1945. Ces trois sous-marins échappent ainsi à l'opération alliée de destruction massive d'U-Boote.
Attribué à la Norvège en octobre 1948, il entre en service dans la Marine norvégienne le 10 janvier 1949, sous le nom de KNM Kya (S-307). 
Il est désarmé en mars 1962, puis démoli en 1964.
Deux autres sous-marins allemands sont remis à la Marine norvégienne après la guerre, il s'agit de l'U-995 et de l'U-1202.

## Affectations
- 4. Unterseebootsflottille du 29 février 1944 au 14 mars 1945 (Période de formation).
- 11. Unterseebootsflottille du 15 mars 1945 au 8 mai 1945 (Unité combattante).

## Commandement
- Oberleutnant zur See Eberhard von Wenden du 29 février 1944 au 31 juillet 1944.
- Oberleutnant zur See Werner Roost du 1er août 1944 au 4 février 1945.
- Oberleutnant zur See Hellmut Rehren du 5 février 1945 au 9 mai 1945.